# 亨利县 (俄亥俄州)
亨利縣（英語：Henry County）是美国俄亥俄州西北部的一個縣，面積1,088平方公里。根據2020年美國人口普查，共有人口27,662人。縣治拿破崙（Napoleon）。該縣成立於1820年2月12日，縣名紀念美國開國元勳、獨立建國後首任維珍尼亞州州長帕特里克·亨利（Patrick Henry）。